# オペル・マンタ

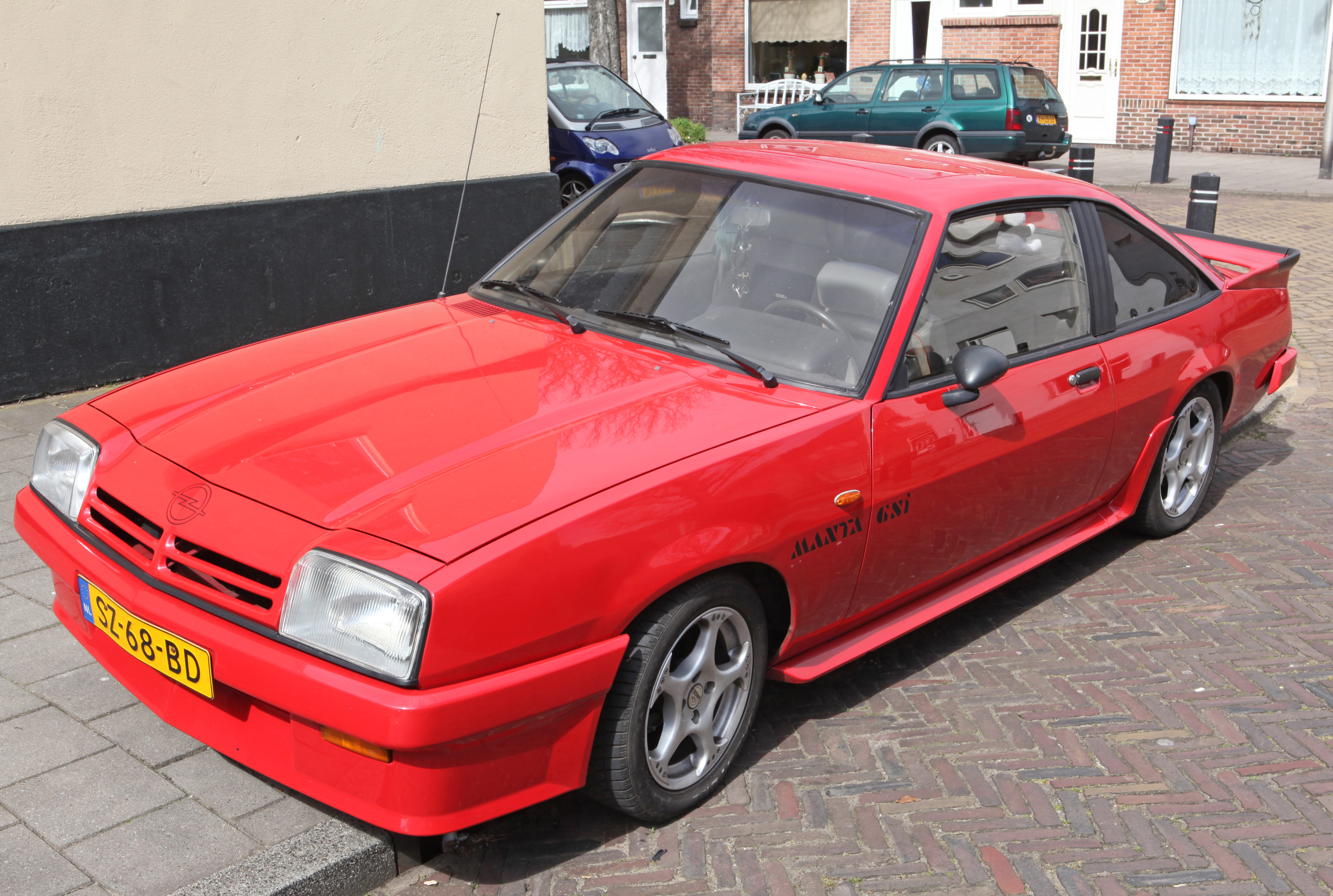
マンタB

マンタ（Manta ）は、ドイツの自動車メーカーであるオペルが1970年から1988年まで生産・販売したクーペ型の乗用車である。

## 初代 マンタA（1970年 - 1975年）
1969年に登場し大ヒットとなっていたフォード・カプリへの対抗馬として、1970年9月に登場した。1か月後に登場したアスコナAとは姉妹車の関係にある。
機構的にはアスコナA同様、カデットA・レコルトCと共通のエンジン、足回りを用いてごくコンベンショナルな設計となっている。マンタの最大の特徴はそのスタイリングで、日本人デザイナー・児玉英雄も参画し、カプリよりもあっさりとしたプレーンなラインにまとめられている。性能面でもV型6気筒3,000ccエンジンが用意されツーリングカーレースで活躍したカプリのようなホットモデルは存在せず、大人しいイメージが強かった。
当初のバリエーションはノーマル、L、SRであったが、後に豪華バージョン「ベルリネッタ」や、インジェクションを装着して105馬力に強化し、最高速
度188km/hとした高性能版のGT/Eも追加された。
日本には当時の輸入元・東邦モーターズによって輸入販売が行われた。

### TE2800

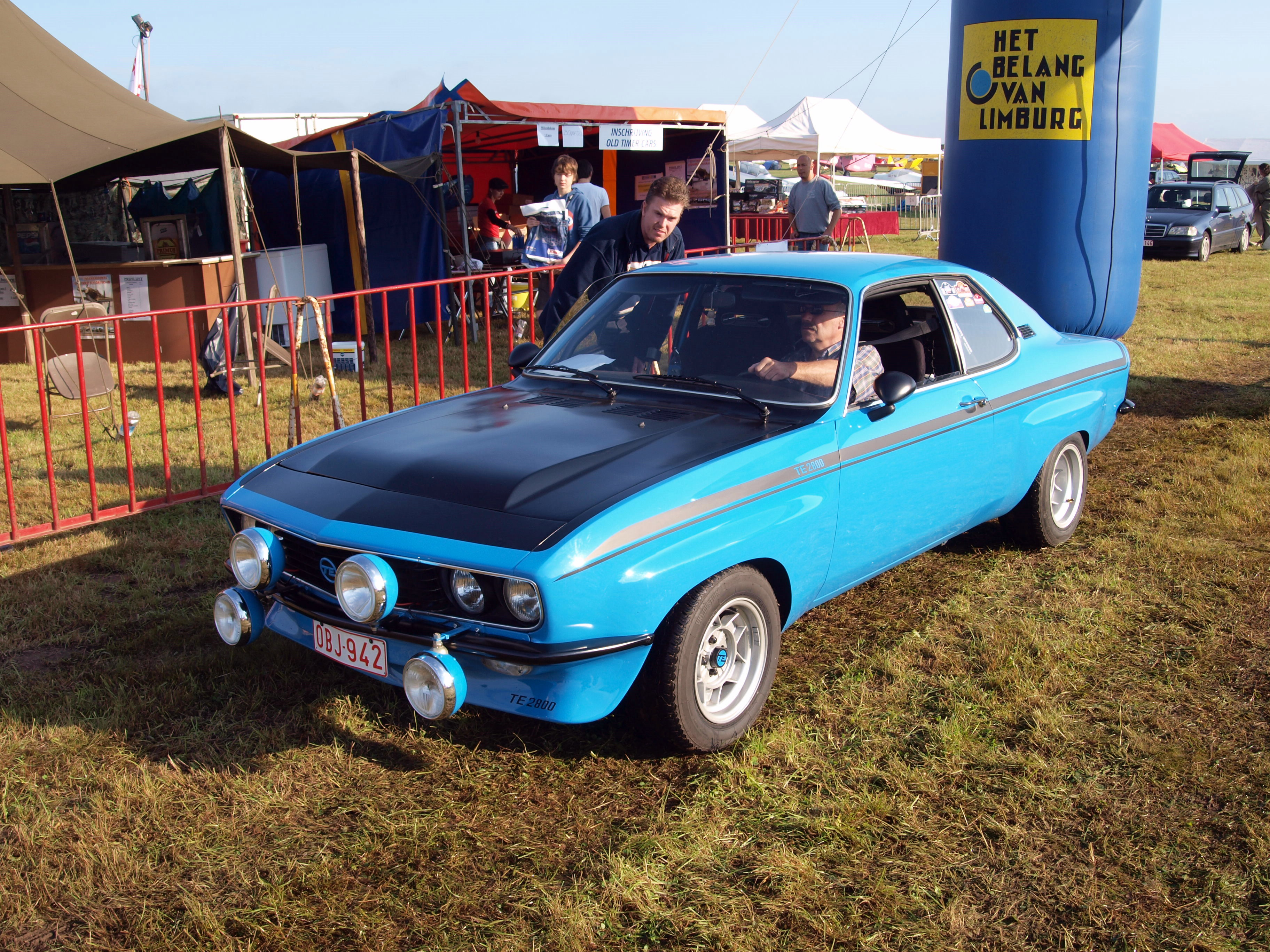
マンタ TE2800

ベルギーのチューナーのトランスヨーロッパ・エンジニアリング (Transeurop Engineering)社がアドミラルとコモドーレに使用されていた2.8リットル直列6気筒142hpエンジンとトランスミッションをマンタに搭載したモデルを1974年に開発した。195/70HR13という太いタイヤを履くために前後のフェンダーにはバルジ（張り出し）が設けられ、2気筒分長くなったエンジンを収納するためにボンネットはバルジ付きのグラスファイバー製となった。この軽量化されたボンネットとバッテリーをトランク内に移設したことにより前後の重量配分はオリジナルのものと変わらなかった。前輪のディスクブレーキはベンチレーテッドのものに強化され、サスペンションも固められてリミテッド・スリップ・デフが標準で備えられた。

### D.O.T. ターボ・マンタ
1975年にイギリスのチューナーのトニー・ホールがマンタの直列4気筒エンジンにホルセット（Holset ）製ターボチャージャーを装着したモデルを開発した。この改造により出力は156PS/5,500rpm、トルクは24.0kgm/4,000rpmに向上していたが、サスペンションは標準仕様のままであった。外装ではフロントスポイラー、アルミニウムホイールが取り付けられ、サンルーフ、ヘッドライト・ワイパーが標準で装備されていた。変速機は4速MTが標準でATがオプションで設定されていた。”D.O.T.”の名称は本車が販売された英国内のディーラー網の”Dealer Opel Team”に由来していた。

## 2代目 マンタB（1975年 - 1988年）
1975年8月にアスコナと同時にモデルチェンジされ、マンタBに進化した。同時期のシボレー・モンザ2+2に似たボディラインは初代同様シンプルさを特徴としたが、ボディサイズがやや大型化したものの、搭載エンジンやメカニズムは初代モデルとほぼ同一の機構を踏襲した。
1977年には3ドアのCC（コンビ・クーペ）が追加され、1,900ccエンジンが1,979ccに換装された。1979年には1,200ccエンジンが1,300ccにサイズアップされた。その後1981年にアスコナがFF化されてCに発展した後も、1982年にマイナーチェンジを受け、1988年まで継続生産された。
日本では当初、排出ガス規制に対応できないことから正規輸入は見合わせられていたが、1983年からB(ベルリネッタとGT/E)の輸入が再開された。
1988年に生産終了。後継はカリブラ。

### マンタ400i

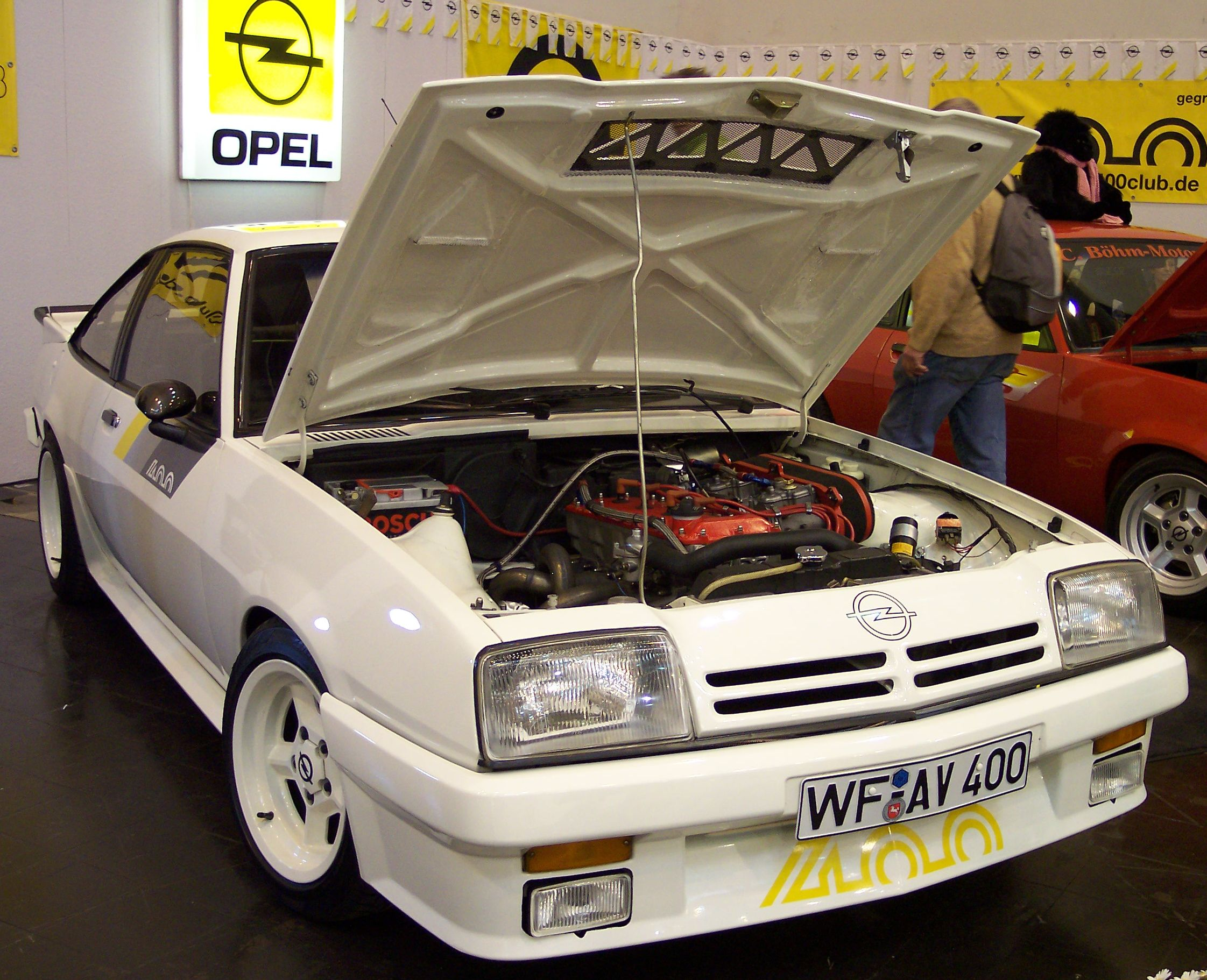
マンタ400i

当時の世界ラリー選手権（WRC）グループ4に参戦すべく開発されたアスコナ400のマンタ版として、アスコナがFF化されてラリーから退く直前の1981年3月にマンタ400iが登場した。マンタBをベースに、イギリスのコスワースがチューニングした2,410cc 直列4気筒DOHC 16バルブエンジンの最高出力は、ノーマルの144psから最終的には340psに達していた。足回りのチューニングはイルムシャーが担当している。

## モータースポーツ
オペルのワークスチームである「GM・ユーロハンドラー」でのマンタによるWRCへの参戦は、前述の通りグループBでも継続投入されたアスコナ400よりもホモロゲーション取得が遅れ、1983年のサファリラリーの後となるツール・ド・コルスより実戦に投入される。アスコナ400よりも軽量化されたことで、ラリーでの走行性能のアップを図った。
アクロポリスではアリ・バタネン、テリー・ハリマン組が4位。サンレモ・ラリーでもヘンリ・トイヴォネン、フレッド・ギャラガー組が4位と健闘。最終戦のRAC・ラリーでジミー・マクレー、イアン・イーストロッド組が3位に入賞する。メイクス部門で3位の成績を収めたものの、1984年にはラリーでのワークス活動に終止符を打った。
しかし、その後もイギリス・ラリー選手権(BRC)におけるラッセル・ブルックルスなどのプライベーターが好むラリーマシンとしての活躍も続く傍ら、ニュルブルクリンク24時間レースに参戦した経験がある。目立った戦績こそ挙げなかったものの、レギュレーション改定によりマンタを含む製造後10年以上経過した車が締め出される直前の2010年まで参戦していたが、後に主催者特別枠により2014年以降も毎年再び参戦している。2015年には排気量2,000cc以下のSP3 Classでルノー・クリオと競り合い、これを制して念願のクラス優勝を飾った。なお、外観こそ往年のマンタそのものだが、中身はシーケンシャルトランスミッションを採用するなど現代的にアップデートされている。
2021年はクラッチ交換に伴い発注した部品が間に合わず、2022年は直前に車両火災に見舞われたためにいずれも出場を見合わせたが、2023年には修復され出場し、全体74位(完走88台)、クラス3位(完走3台)で完走した。2024年からはSP9クラスとの速度差が激しくなり、クルーの高齢化や予算の関係なども含めて危険が増したことから、ニュルブルクリンク24時間レースのサポートレースとして開催されるニュルブルクリンク・クラシックへとエントリーを移している。

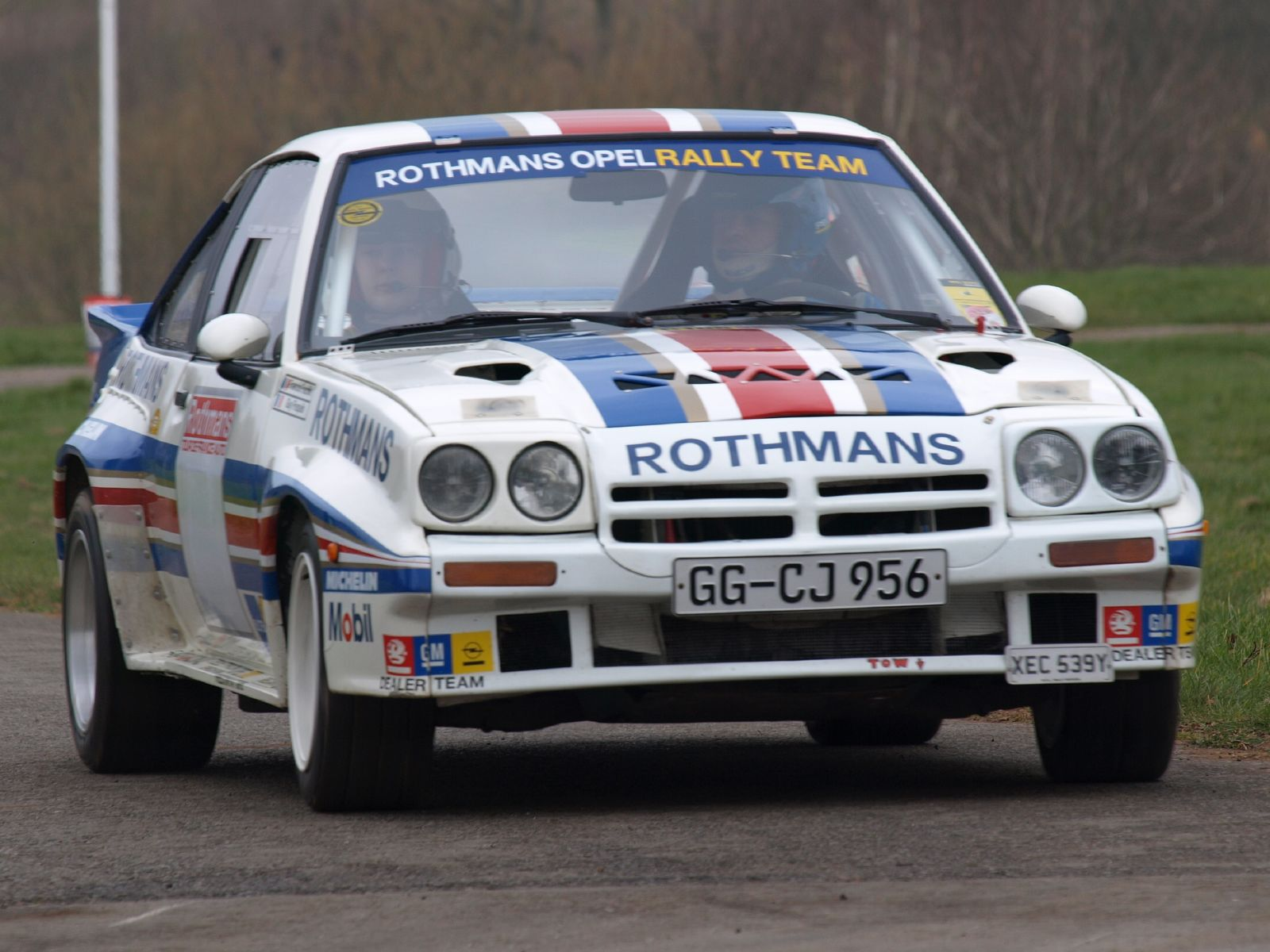
マンタ400 Gr.B
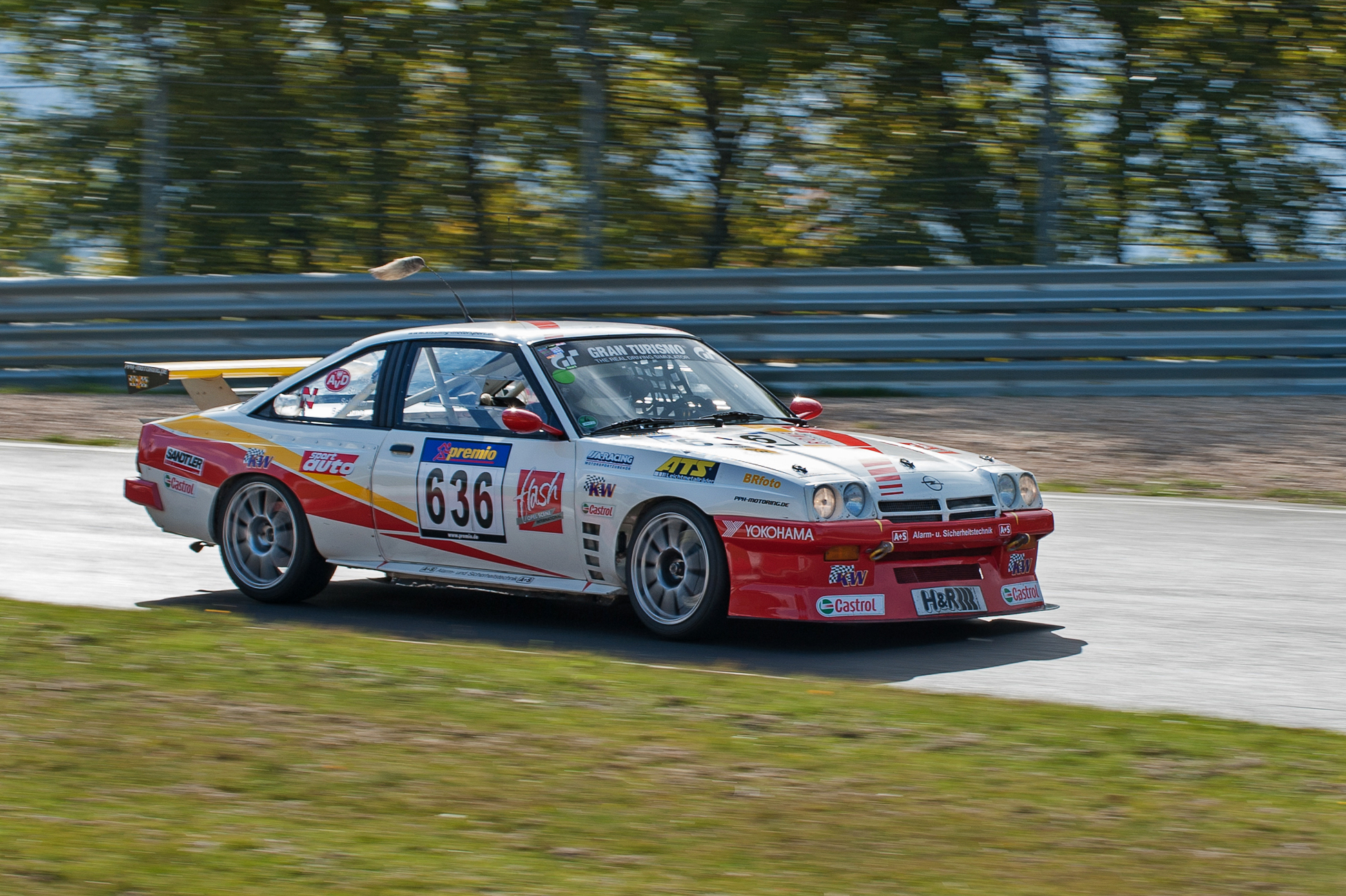
ニュルブルクリンク24時間レース仕様